# Пыжьян (озеро)
Пыжьян (также Пыжъян, Пыжьянтор) — пресноводное озеро в Ханты-Мансийском районе Ханты-Мансийского автономного округа — Югры России, находится на Среднеобской низменности, в 45 км к северо-востоку от села Кышик.
Располагается на высоте 68 м над уровнем моря, в междуречье рек Сыньяха и Итьях (бассейн Оби). Непосредственно к юго-востоку находится озеро Камышовое. Имеет форму окружности. Площадь озера составляет 12,5 км². Длина озера 4,35 км, максимальная ширина составляет 3,85 км. Берега низменные, окаймлённые полоской леса, заболоченные на юге, где вытекает река Пыжъянка. Вода озера чистая, прозрачная до дна. Обширные отмели на южном и восточном берегах. Острова отсутствуют. Значительных притоков не имеет.
На берегу озера в 1930-е и 1940-е годы существовало одноимённое поселение Пыжьян, в котором проживало коренное население из ненцев и хантов. Была организована рыболовная артель, имелась начальная школа-интернат, медпункт, работал магазин. В связи с поражением промысловой рыбы паразитами промысел был ликвидирован, и в 1950 году посёлок был расселён.